# Segmento de código
En computación, un segmento de código, también conocido simplemente como segmento, es una de las secciones de un programa en un fichero objeto o en memoria, que contiene instrucciones ejecutables.
Contiene un tamaño fijo y es usualmente de solo-lectura. Si el segmento de texto no es de solo-lectura, se debe a que la arquitectura particular permite que el código se auto-modifique. La posición fija o posición de código independiente puede ser compartida en memoria por diferentes procesos en sistemas de memoria segmentada o paginada.
Tratado como una zona de memoria, el segmento de código puede ser colocado en una dirección más baja que la pila (stack) con el fin de evitar su sobre-escritura si ocurre un desbordamiento de esta última.